# アレクサンデル・アレクセーエフ
アレクサンデル・アレクセーエフ（Alexander Alexeev、1981年4月30日 - ）は、ロシアの元プロボクサー。ウズベキスタンタシュケント出身。元WBOアジア太平洋クルーザー級王者。ドイツを拠点に活動した。

## アマチュア時代
2002年、2003年、2005年とロシア国内のアマチュア選手権ヘビー級で優勝。
2003年7月、バンコクで開催された世界ボクシング選手権では決勝でオドラニエル・ソリスに敗れ銀メダルを獲得した。
2004年2月、クロアチアプーラで行われたヨーロッパアマチュアボクシング選手権で優勝した。
2004年8月、ギリシャアテネで開催されたアテネオリンピックに出場したが初戦でこの大会で金メダルを獲得するオドラニエル・ソリスに敗れた。
2005年11月、綿陽で行われた世界ボクシング選手権に出場、決勝は戦わず不戦勝で優勝を飾った。

## プロ時代
2006年1月7日、クルーザー級でプロに転向したアレクセーエフはウニベルスム・ボックス・プロモーションズと契約を交わしてドイツでプロデビュー、初回1分42秒TKOで勝利した。
2006年7月25日、ゾルタン・ベレスとの対戦で左フックで痛烈なダウンを奪いレフェリーストップ。4回2分29秒TKO勝ちを収めた。
2007年6月16日、ハンガリーブダペストのシーマ・スポーツ&イベントセンターでWBOインターコンチネンタルクルーザー級王座決定戦をヘクター・アルフレド・アビラと行い初回2分32秒KO勝ちで王座獲得に成功した。
2007年9月15日、ドイツ・ロストックのシュタットハレ・ロストックでダーリン・フムプレイと対戦し4回1分45秒TKO勝ちで初防衛に成功した。
2008年2月23日、タルマッジ・グリフィスと対戦し3回終了時棄権で2度目の防衛に成功した。
2008年9月27日、ハンブルクのカラー・ライン・アリーナでロブ・カロウェイと対戦し3回2分34秒TKO勝ちで3度目の防衛に成功した。
2009年1月17日、世界初挑戦をドイツ・デュッセルドルフのブルク・ヴェヒター・カステロでWBA・WBC・WBO世界クルーザー級スーパー王者デビッド・ヘイがヘビー級転向を示唆したため設置されたWBO世界クルーザー級暫定王座決定戦をビクトル・ラミレスと行い、強打のラミレスに苦戦し消耗。9回終了時棄権でキャリア初黒星が付き王座獲得に失敗した。
2009年12月19日、ダニエル・アマンと対戦し2回2分18秒KO勝ち。
2010年7月17日、後のWBA世界クルーザー級王者デニス・レベデフとマルコ・フックへの指名挑戦権を賭けて対戦したが、2回2分43秒KO負けでフックへの挑戦権獲得に失敗した。
2011年6月11日、ダミアン・ノリスとWBOアジア太平洋クルーザー級王座決定戦を行い2回1分50秒TKO勝ちで王座獲得に成功した。
2011年11月18日、ダニエル・ブリューワーとWBCインターナショナルクルーザー級王座決定戦を行い8回1分36秒TKO勝ちで王座獲得に成功した。
2012年、アレクセーエフは所属していたウニベルスム・ボックス・プロモーションズがファイトマネーの未払いなどがあり破産を発表し、事実上の崩壊の形になりザウアーランド・イベントに移籍した。
2012年2月4日、エナド・リシナとEBUヨーロッパクルーザー級王座決定戦を行い12回3-0(116-112、118-112、118-110)の判定勝ちで王座獲得に成功した。
2012年5月11日、元WBA世界クルーザー級王者フィラット・アルスランとEBU王座の初防衛と、WBOインターコンチネンタルクルーザー級王座決定戦を行い、12回1-0(2者が114-114、116-113)のドローに終わりEBU王座初防衛に成功したが、WBOインターコンチネンタル王座獲得に失敗した。
2013年2月22日、ガレット・ウィルソンと対戦し、3-0(117-111、118-112、116-112)の判定勝ちを収めた。
2013年11月23日、バイエルン州バンベルクのブローゼ・アレーナでIBF世界クルーザー級王者ヨアン・パブロ・エルナンデスと対戦。スパーリング中に負傷してブランクを作ったエルナンデスだったが、この日は絶好調。2回に左フックでダウンを奪われ先制を許すと、5回には左フックでダウンを追加された。何とかアレクセーエフは乗り切り、7回には意地を見せてパワフルな打撃戦で攻め込み打開策を講じるも見せ場は7回だけだった。その後は一方的にエルナンデスのペースで進み、10回にフィニッシュの左ではなく、右フックで痛烈なダウンを奪われアレクセーエフは失神。レフェリーがその場でノーカウントストップ。10回1分35秒KO負けでまたしても王座獲得に失敗。この試合を最後に現役を引退した。

## 獲得タイトル
- WBOインターコンチネンタルクルーザー級王座
- WBOアジア太平洋クルーザー級王座
- WBCインターナショナルクルーザー級王座
- EBUヨーロッパクルーザー級王座